# Luc Barthelet
Luc Barthelet, né en 1962, est un ancien vice-président exécutif d'Electronic Arts, ancien PDG de Maxis et directeur exécutif de Tirnua Inc. et de WolframAlpha,. Vice-président principal de la technologie chez Unity Technologies depuis décembre 2018,,.

## Biographie
Après des études d'ingénierie, Luc Barthelet met au point son premier logiciel commercial, acquis par Electronic Arts en 1988, et pendant cette période il conduit d’autres projets, jusqu’à ce qu’en 1997 EA l'informe qu’il doit occuper le poste de directeur général de Maxis, qui est, à l’époque,  acquis par EA après avoir éprouvé pendant quelques mois de graves difficultés économiques. Arrivé à la direction du studio, il met fin à SimCity 3000 en 3D et met au point un nouveau en 2D, sorti en 1999. Il peut compter sur Lucy Bradshaw pour réussir la troisième sortie de SimCity.
Quelques années plus tard, il participe assez largement à des jeux vidéo comme Les Sims, Les Sims 2, Les Sims Online, SimCity 4 ou les jeux SimsVille et SimMars qui sont annulés.
Egalement utilisateur de Mathematica il gère le premier wiki de ce système de programmation : les utilisateurs de Mathematica (lien brisé disponible dans Internet Archive ; voir l’historique et la dernière version).
En janvier 2004 il confirme sur une chaîne de télévision qu’il avait commencé à préparer le développement de SimCity 5. Pourtant, le projet de ce nouveau SimCity a changé de cap et c’est à un studio indépendant que Rod Humble, de la division Sims, a confié la charge de le développer. Un an plus tard, il a informé les fans, avec lesquels il a toujours beaucoup communiqué sur les forums officiels, qu’il quittait Maxis. Quelques mois plus tôt, le studio avait subi une restructuration très importante, qui comprenait son transfert principal au siège d’EA à Reedwood City, où Luc Barthelet a été réembauché.
Il met au travail toute une équipe pour reconstruire les Sims Online. Au départ, l’idée était de créer une nouvelle ville (TSO-E), mais il est finalement décidé d’améliorer davantage d’aspects de ce jeu. En 2008, il est prévu de faire ressembler les maisons du jeu à celles des Sims 2, mais Electronic Arts finit par annuler le projet.
En mai 2008, il démissionne du conseil d’administration d’Electronic Arts et fondé Tirnua Inc, où il continue d’essayer de créer un nouveau monde virtuel, l’un de ses grands défis. Avec ce nouveau projet, il revient à ses origines comme chef de sa propre entreprise.